# John Deere 4640
Le John Deere 4640 est un modèle de tracteur agricole produit par l'entreprise John Deere.
Construit aux États-Unis entre 1977 et 1983, il s'agit du plus gros tracteur (177 ch DIN) de la gamme « Iron Horses » exporté vers l'Europe.

## Historique
Le John Deere 4640 fait partie de la gamme des tracteurs conventionnels puissants présentée en 1977 et dénommée « Iron Horses ». Cette gamme comprend également les 4040, 4240, 4440 et 4840, ce dernier modèle n'étant pas proposé par John Deere sur son catalogue européen.
Le 4640 est produit de 1977 à 1983 dans l'usine américaine de Waterloo. Ce tracteur est alors sans concurrent direct sur le marché européen, et il est même parfois difficile de trouver des outils adaptés permettant de profiter de ses performances.

## Caractéristiques
Le John Deere 4640 est motorisé par un  moteur Diesel à six cylindres (alésage de 115,8 mm pour une course de 120,6 mm) en ligne, à injection directe et d'une cylindrée totale de 7 640 cm3. Équipé d'un turbocompresseur et d'un intercooler, il développe une puissance maximale de 177 ch DIN au régime de 2 200 tr/min.
La boîte de vitesses, de type Powershift, possède huit rapports avant et quatre rapports arrière, autorisant une vitesse maximale de 30,3 km/h.
Le tracteur est équipé d'une prise de force arrière tournant à 1 000 tr/min, d'un système d'attelage complet et d'un relevage dont la capacité de 6,4 t est en net progrès par rapport aux modèles précédents ; ces équipements sont conçus pour répondre à la demande du marché européen.
Le John Deere 4640 peut être équipé, en option, d'un pont avant moteur avec deux moteurs hydrauliques qui entraînent chacun une roue. Ce système, que John Deere a commencé à utiliser sur le 4020 et qu'il est le seul à mettre en œuvre, présente l'avantage d'offrir une garde au sol importante et une excellente maniabilité. Il est cependant d'une efficacité insuffisante et John Deere le remplace progressivement par un pont avant mécanique sur les tracteurs de sa gamme, allant même jusqu'à proposer cette alternative sur les derniers millésimes de 4640.
La cabine « Sound Guard » qui est montée en série sur le tracteur offre un niveau de confort et d'insonorisation inégalé pour l'époque (77,5 dB) mais elle ne permet pas l'installation d'un siège passager.
La masse à vide en ordre de marche du tracteur en équipement standard, cabine comprise, est de 7 650 kg.